# Nicholas Cheong Jinsuk
Nicholas Cheong Jin-Suk (Seúl, 7 de diciembre de 1931-Ib., 27 de abril de 2021) fue un cardenal surcoreano, arzobispo emérito de Seúl y administrador apostólico de Pionyang (Corea del Norte)

## Biografía
Ordenado sacerdote por la diócesis de Cheongju en 1961, ha ejercido su ministerio sacerdotal en parroquias, como maestro, como secretario del arzobispo de Seúl y como canciller de la diócesis. 

## Episcopado

### Obispo de Cheongju
El 25 de junio de 1970, el Santo Padre Pablo VI lo nombró II Obispo de la Diócesis de Cheongju.
Fue consagrado el 3 de octubre de ese mismo año, por Mons. Paul Kinam Ro, Arzobispo Emérito de Seúl.

### Arzobispo de Seúl
El 3 de abril de 1998, el Santo Padre Juan Pablo II lo nombró III Arzobispo Metropolitano de la Arquidiócesis de Seúl.
Recibió el palio arzobispal el 29 de junio de 1998.

### Administrador Apóstolico de Pionyang
El 6 de junio de 1998 devino Administrador apostólico de la Diócesis de Pionyang.

## Cardenalato
Fue creado cardenal por Benedicto XVI en el consistorio del 24 de marzo de 2006. 
En el seno de la Curia Romana fue miembro del Pontificio Consejo para la Familia y del Pontificio Consejo para las Comunicaciones Sociales.

### Arzobispo Emérito de Seúl
El 10 de mayo de 2012 se jubiló como arzobispo de Seúl, pasando a ser arzobispo emérito.

## Fallecimiento
El Cardenal Nicolás Cheong Jin-suk falleció el 27 de abril de 2021, a los 89 años de edad, en Seúl. Tras su funeral celebrado en la Catedral de la Inmaculada Concepción, fue sepultado en el cementerio presbiteral católico de Yongin.